# Vibracije
Vibracije (kasnolat. vibratio: drhtanje, treperenje) je periodično ili ciklično gibanje mehaničkih sustava (strojevi, građevine i drugo) oko ravnotežnog položaja prouzročeno vanjskom periodičnom silom ili otklonom iz ravnotežnoga položaja. Za razliku od titranja, vibracije se javljaju s relativno malim otklonima od ravnotežnog položaja s obzirom na razmjere mehaničkog sustava. U svakom se titraju potencijalna energija sustava pretvara u kinetičku i obrnuto, uz djelomičan gubitak energije zbog otpora i trenja, koja u obliku topline napušta sustav.
Kada se sustav, pomaknut iz ravnotežnoga položaja, prepusti daljem gibanju, vibracije su slobodne prigušene ili su u idealnom slučaju neprigušene. Ako na sustav djeluje vremenski promjenljiva poremećajna (uzbudna) sila, vibracije su prisilne. Vibracije se proračunavaju s pomoću diferencijalnih jednadžba iz kojih se dobivaju amplitude, te osobito važne vlastite frekvencije sustava, koje, ako su bliske frekvenciji poremećaja, dovode do znatnog povećanja amplituda to jest do rezonancije. Vibracije mogu djelovati štetno na ljudsko zdravlje, na udobnost vožnje i prouzročiti lomove konstrukcija. Namjerno izazvane koriste se kod mehaničkog sita, drobilica i drugog. Smanjivanje ili povećavanje utjecaja vibracija postiže se različitim tehničkim zahvatima vezanima uz promjene krutosti ili ugradnjom dodatne mase.

## Torzijske vibracije
Torzijske vibracije pojavljuju se u rotorima strojeva, osovinama i drugim konstrukcijskim elementima opterećenima na uvijanje (torzija). Vibracije se mjere vibrometrima. 

## Vibrometar
Vibrometar je mjerni instrument za mjerenje vibracija strojeva, vozila, brodova, mostova, zgrada i drugog.

## Molekularne vibracije
Molekularne vibracije su titranja atoma oko ravnotežnih položaja u molekulama, odnosno gibanja kod kojih dolazi do promjene relativnih položaja atoma u molekuli. Dvoatomne molekule mogu vibrirati samo na jedan način (istezanjem i stiskanjem). Troatomne nelinearne molekule, na primjer voda H2O, silicijev dioksid SO2, ozon O3, mogu vibrirati na tri načina, a linearne troatomne molekule, na primjer cijanovodična kiselina HCN i ugljikov dioksid CO2, mogu vibrirati na četiri načina. Općenito, nelinearna molekula koja sadrži N atoma može vibrirati na 3 ∙ N – 6 načina, a linearna molekula koja sadrži N atoma na 3 ∙ N – 5 načina. Energijske su razine molekularnih vibracija točno određene, a prijelaz između razina može se dogoditi jedino ako molekula emitira ili apsorbira foton energije jednak razlici dviju vibracijskih energijskih razina.

### Vibracijski spektar
Vibracijski spektar je dio spektra elektromagnetskog zračenja, većinom u infracrvenom području, valne duljine od 0,1 μm do 3 mm, koji potječe od vibracija atoma i elektrona unutar molekule ili kristalne rešetke. Primjenjuje se za određivanje duljine i jakosti veza između atoma u molekuli, određivanje energije disocijacije molekula, te za kvalitativnu i kvantitativnu kemijsku analizu u krutim, tekućim i plinovitim uzorcima. Poznavanje vibracijskih i rotacijskih spektara neke molekule omogućava njezino prepoznavanje u industrijskim procesima i okolišu.